# Örs landskommun, Dalsland
Örs landskommun var en tidigare kommun.

## Administrativ historik
Kommunen inrättades i Örs socken i Nordals härad i Dalsland när 1862 års kommunalförordningar trädde i kraft 1863.
Landskommunen upphörde vid kommunreformen 1952, då den gick upp i Kroppefjälls landskommun, som 1969 uppgick i Melleruds köping som 1971 ombildades till Melleruds kommun.

## Politik

### Mandatfördelning i Örs landskommun 1938-1946
| 1 | 1 | 15 | 2 | 1 |

| 20 |

| 15 | 2 | 3 |

| 20 |

| 17 | 1 | 2 |

| 19 |